# 1675 Simonida
1675 Simonida este un asteroid din centura principală, descoperit pe 20 martie 1938, de Milorad Protić.